# Trauschein

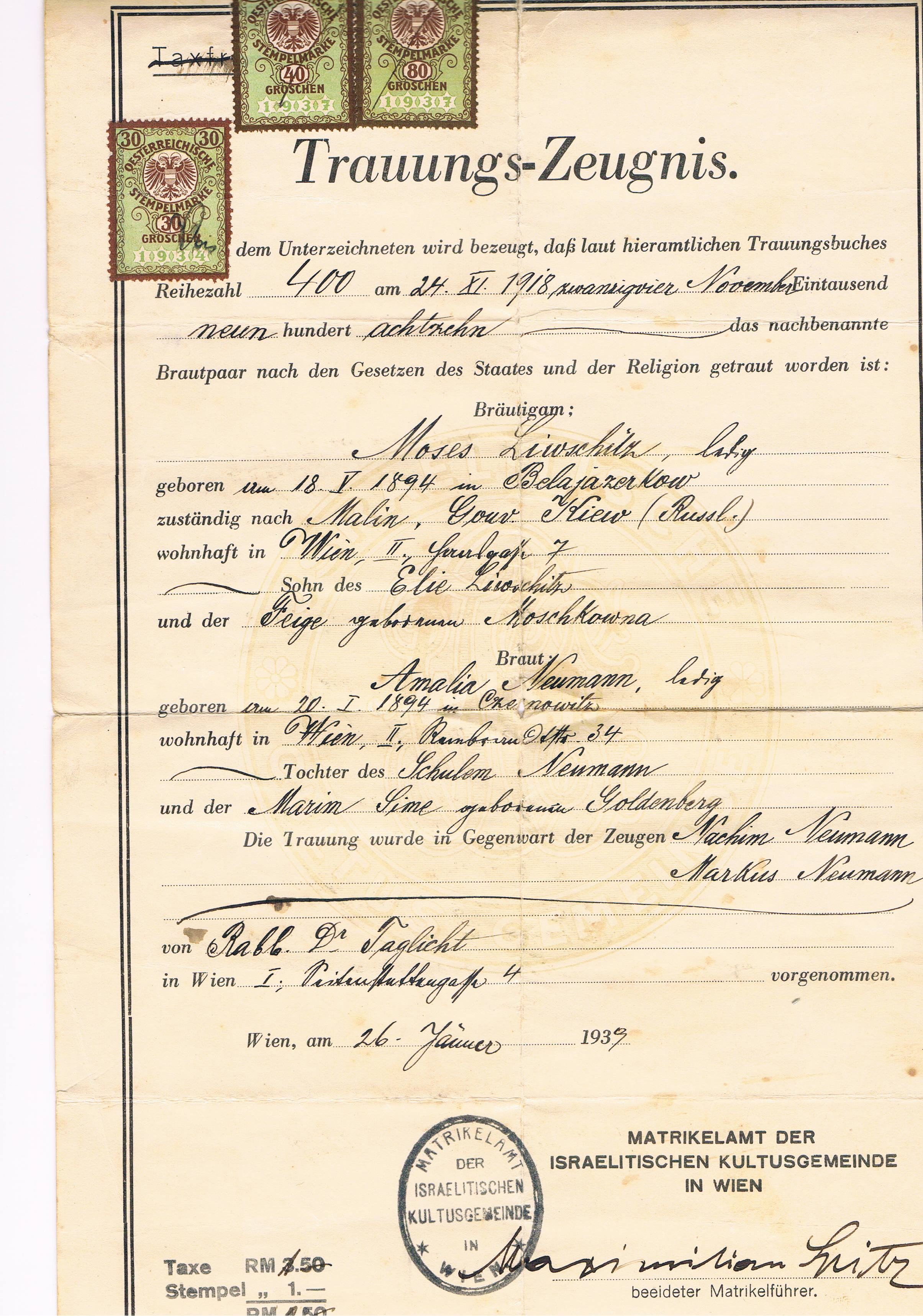
Trauungs-Zeugnis aus Österreich von 1918

Der Trauschein beurkundet eine Trauung.
Im Pierer Lexikon von 1857 heißt es dazu, der Trauschein sei „… ein von einer weltlichen Behörde ausgestelltes Zeugniß, daß der Trauung eines verlobten Paares in bürgerlicher od. polizeilicher Rücksicht kein Hinderniß im Wege steht“; oder ein „… von einem geistlichen Amt ausgestelltes Zeugniß, daß zwei Personen wirklich ehelich verbunden sind“. Ersteres nennt man heute Ehefähigkeitszeugnis.
Weil es einst nur kirchliche Trauungen gab, wird der Begriff im gesellschaftlichen Diskurs oft synonym zur Heiratsurkunde verwendet. Seitdem es staatlich und nicht nur kirchlich legitimierte Ehen gibt (in Deutschland seit dem Personenstandsgesetz von 1875), wird im deutschen Sprachraum in der offiziellen Bürokratie manchmal zwischen dem kirchlichen Trauschein und der standesamtlichen Heiratsurkunde unterschieden, aber diese Unterscheidung wird nicht einheitlich von allen deutschsprachigen Behörden getroffen.
Dem allgemeinen Bedeutungsverlust der Ehe folgend, hat auch der Trauschein in den letzten Jahren an Bedeutung verloren. Dennoch ist der Begriff, wenn auch meist in der o. a. synonymen Bedeutung, in der Literatur, in der Musik (z. B. Udo Jürgens im Ehrenwerten Haus) und der Umgangssprache noch präsent.
Bis in das 19. Jahrhundert wurde er auch halb-lateinisch Copulations-Schein genannt, denn unter Copulation verstand man die Trauung.